# 라보은행
라보은행 또는 라보뱅크(Rabobank)는 네덜란드 위트레흐트에 본사를 둔 네덜란드의 다국적 은행업 및 금융 서비스 기업이다. 이 그룹은 89곳의 지역 네덜란드 라보뱅크(2019년), 중앙은행(라보뱅크 네덜란드), 그리고 수많은 특수국제사무소들과 자회사들로 구성된다. 라보은행은 자산 규모 면에서 네덜란드에서 2번째로 큰 은행이다.
부도덕한 거래와 관련한 2013년 스캔들로 인해 10억 달러의 벌금이 부과되었다. 이 결과로 은행의 최고경영자 미에트 모어랜드는 즉시 사퇴했다.